# Anticuerpos anticentrómeros

Representación esquemática de un anticuerpo.

Los Anticuerpos anticentrómeros (ACA) aparecen en el síndrome de CREST y ocasionalmente en la esclerodermia. Son de carácter muy raro en otras enfermedades reumáticas, aunque también puede darse en casos de personas sanas
Los ACA son encontrandos en aproximadamente un 60% de los pacientes con CREST y en un 15% de aquellos con esclerodermia sistémica. La especificidad del test es bastante alta (>98%)[cita requerida]. Así, un test positivo para ACA es un examen muy orientador para indicar CREST o esclerodermia. Los ACA se presetan muy tempranamente en el curso de la enfermedad y tiene gran valor predictivo para señalar el compromiso cutáneo e intersticial al nivel del pulmón

En casos de cirrosis biliar primaria (CBP), los ACA tienen gran valor pronósitco en cuanto a la hipertensión portal que se desarrolla a lo largo de esta enfermedad autoinmune.